# Vila Nova de Gaia
Vila Nova de Gaia (zkráceně též Gaia) je město v severním Portugalsku. Nachází se jižně od města Porto na druhé straně řeky Douro. Je známé svými sklepy nazývanými caves, kde je skladováno světově proslulé portské víno. Tyto sklepy se staly hlavní turistickou atrakcí.

## Historie
Vila Nova de Gaia existovalo již v rámci Římské říše jako město Cale. Vzniklo s největší pravděpodobností z dříve existující keltské obce nebo neolitického sídliště. Původ jména Cale (nebo Gale, protože v klasické latině není vždy jednoznačné rozlišení mezi písmeny „g“ a „c“), je pravděpodobně keltský, od kořene „Gall-“, jimž na sebe Keltové odkazovali, podobně jako v názvech Galicie, Galie a Galway. Řeka Douro (latinsky Durus) má pravděpodobně rovněž keltský základ, ze slova „drw“ (voda). V římských dobách většina populace zřejmě žila na jih od řeky Douro. Na severní straně bylo menší sídliště, v místě kde se dnes nachází čtvrť Ribeira. Název Porto, ve středověku Portus Cale, původně označoval přístav (latinsky „Portus“) města Cale. Postupem času s rostoucím obchodním významem řeky Douro, která je snadno splavná až hluboko do vnitrozemí, část města Porto začala přerůstat Cale a stala se nejdůležitější částí města, kde bylo zřízeno biskupství a vzniklo obchodní centrum.
Po invazi Maurů v 8. století tvořila řeka Douro de facto hranici mezi islámským a křesťanským světem. Po neustálých útocích a protiútocích bylo město Cale (Gaia) opuštěno a většina jeho obyvatel našla útočiště v Portu.
Po dobytí a pacifikaci jižní strany řeky Douro (po roce 1035) a odchodu muslimské populace, se zde usadili kolonisté ze severu výměnou za lepší feudální smlouvy s nově jmenovanými pány. Tito migranti znovu založili staré město Cale (Gaia) pod názvem Vila Nova de Gaia (Nové Město Gaia) kolem starého hradu a ruin „starého Gaia“.
Název měst Porto a Gaia byl často zmiňován v dobových dokumentech jako „villa de Portucale“, a sousední království León, které ho obklopovalo, oblast kolem něho nazývalo Condado de Portucale, respektive později (po roce 1093) Condado Portucalense. Toto hrabství posléze rozšířilo své území a po získání nezávislosti se stalo portugalským královstvím.

## Pamětihodnosti
- Klášter Serra do Pilar